# Европейский маршрут E79
Европейский маршрут Е79 — европейский автомобильный маршрут категории А, соединяющий города Мишкольц (Венгрия) и Салоники (Греция). Длина маршрута — 1050 км.

## Города, через которые проходит маршрут
Маршрут Е79 проходит через 4 европейские страны:
- Венгрия: Мишкольц — Дебрецен — Пюшпёкладань —
- Румыния: Орадя — Беюш — Дева — Петрошани — Тыргу-Жиу — Крайова — Калафат —
- Болгария: Видин — Враца — Ботевград — София — Перник — Благоевград — Кулата —
- Греция: Серре — Салоники

Е79 пересекается с маршрутами
| - E60 - E671 - E68 - E673 - E70 |  | - E83 - E80 - E871 - E75 - E90 |

## Фотографии

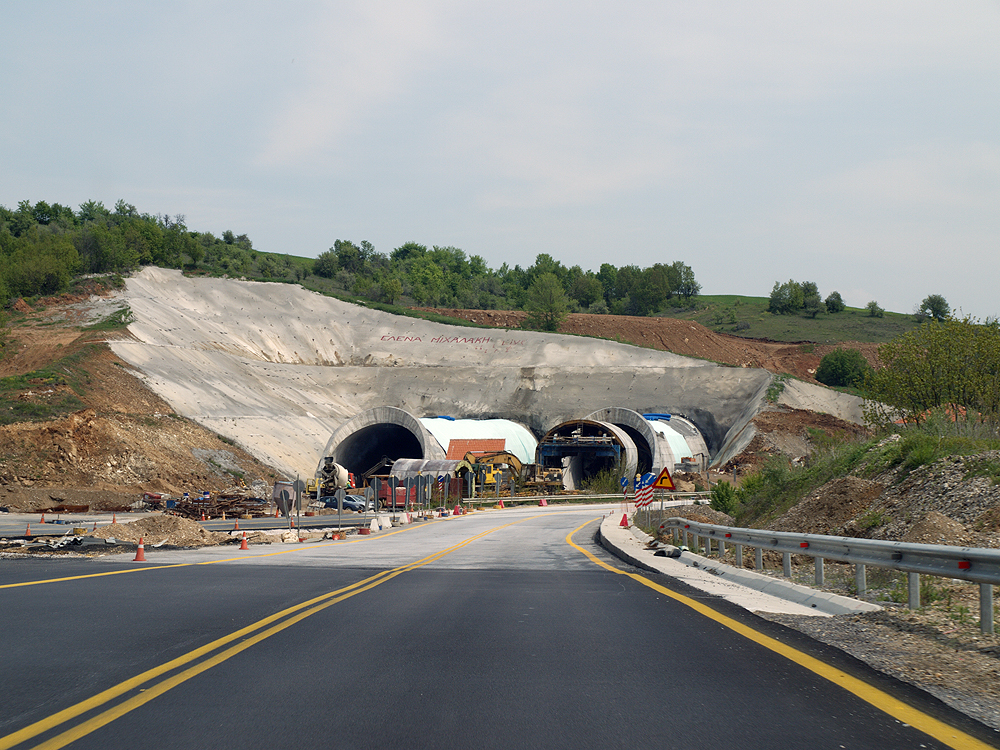
Строительство тоннеля на пути маршрута Е79 в Греции
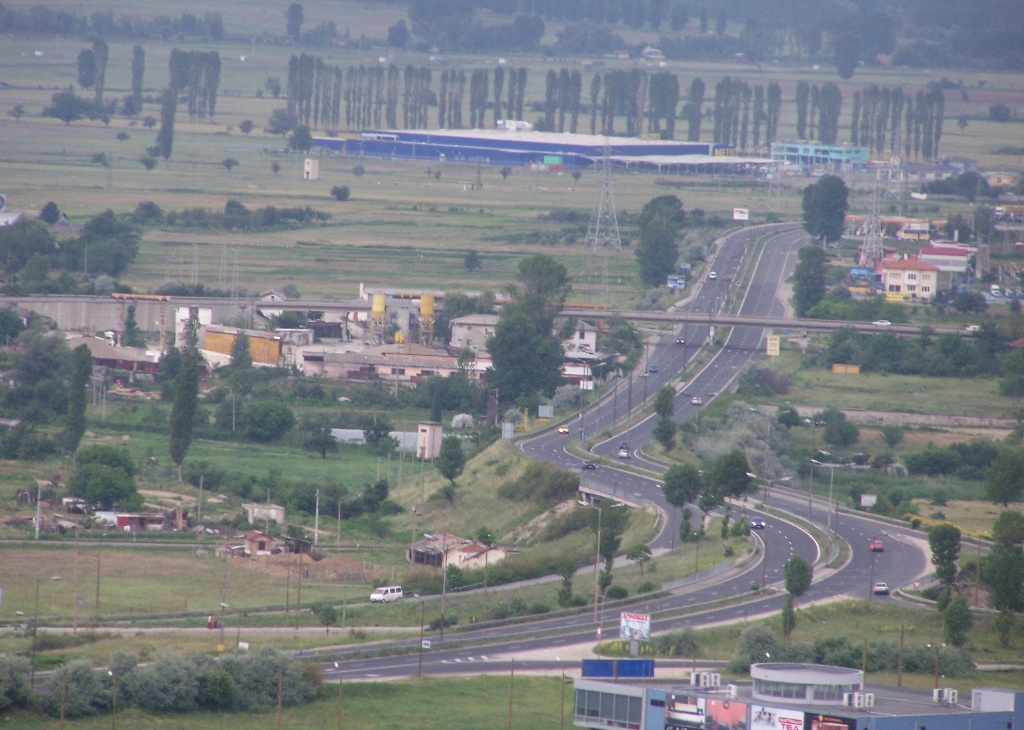
Е79 около Благоевграда
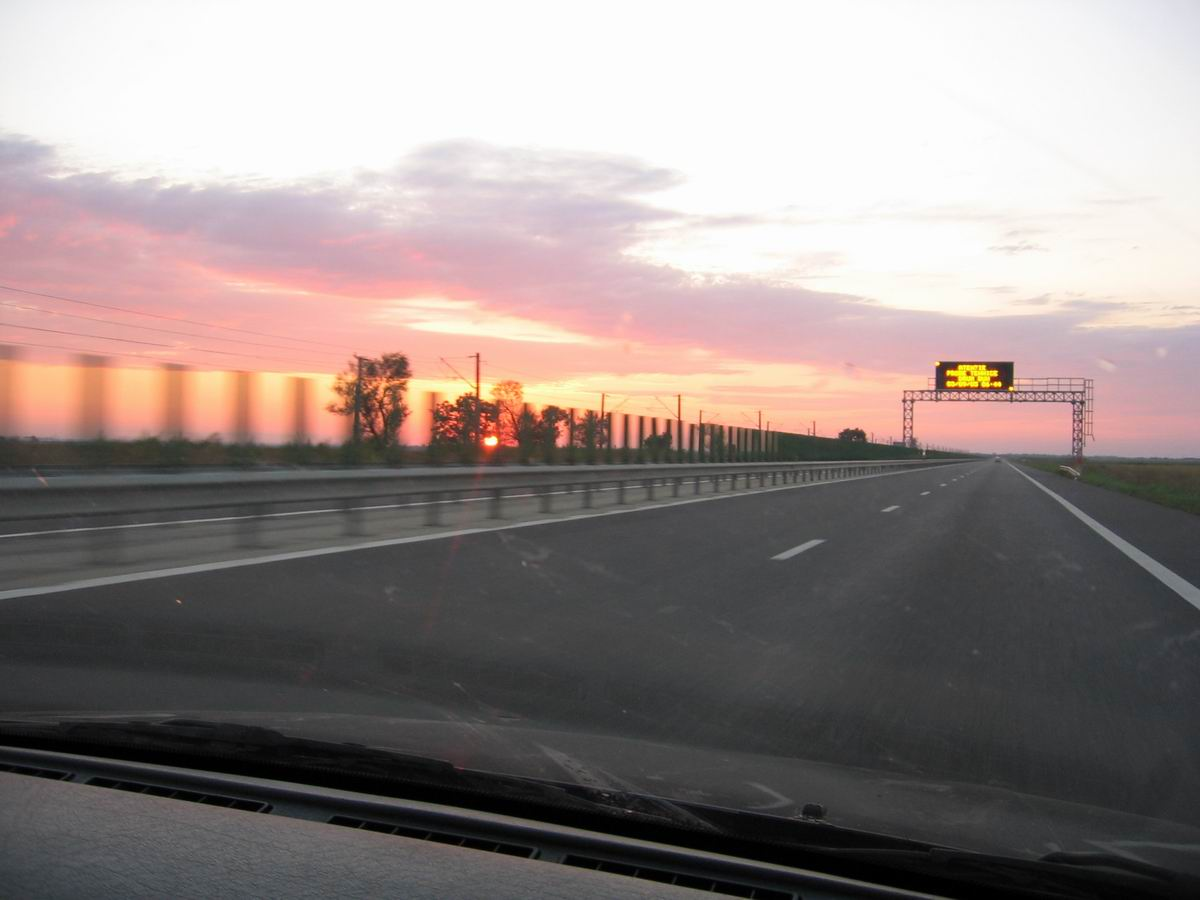
Е79 в Румынии